# Bára Nesvadbová

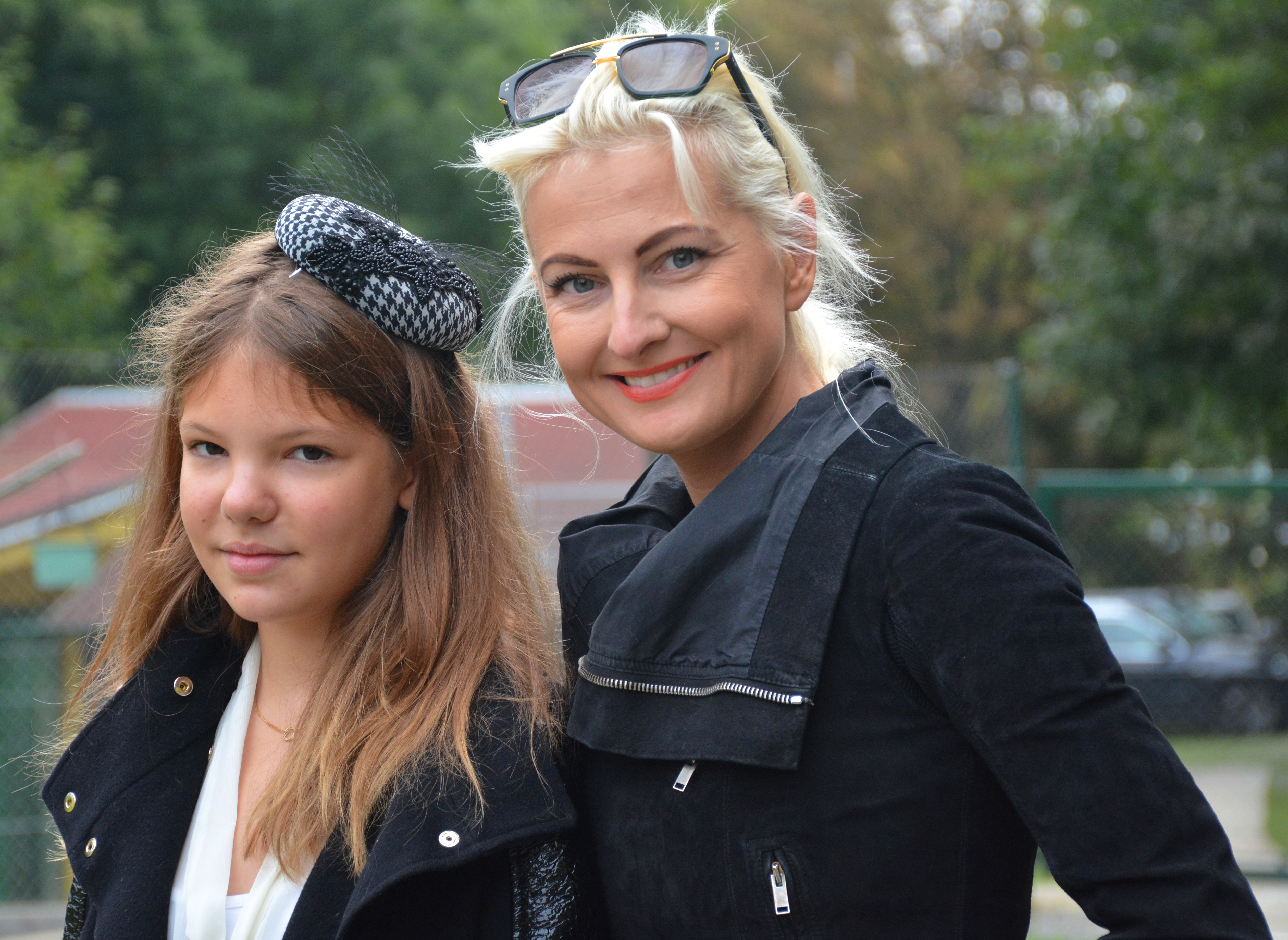
Bára Nesvadbová s dcerou Bibianou v roce 2015

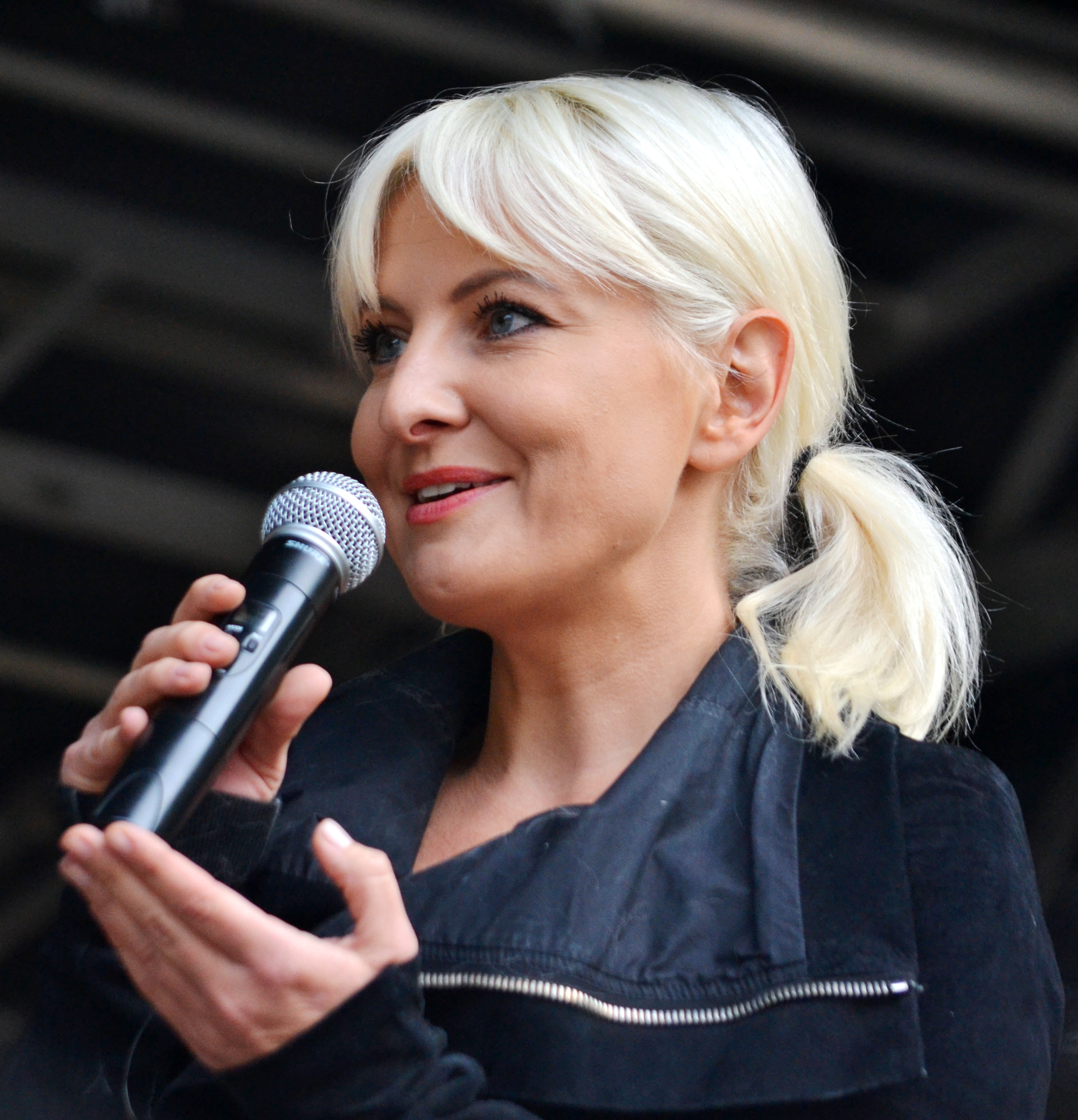
Bára Nesvadbová v roce 2014

Bára Nesvadbová, vlastním jménem Barbara Nesvadbová (* 14. ledna 1975 Praha), je česká spisovatelka a novinářka.

## Život
Narodila se v Praze do rodiny dvou lékařů psychiatrů. Po studiu humanitní větve Akademického gymnázia Štěpánská absolvovala Fakultu sociálních věd UK v oborech žurnalistika a masová komunikace. Matka Libuše Nesvadbová se stará o emigranty a etnické menšiny, otec Josef Nesvadba byl znám jako spisovatel vědeckofantastické literatury. Bývalým manželem je politik Karel Březina, se kterým má dceru Bibianu Nesvadbovou. Plynně hovoří anglicky, německy a rusky a z těchto jazyků i překládá.

## Mediální kariéra
Pracovala jako šéfredaktorka časopisů Xantypa a Playboy. Zabývala se mediálním výzkumem v agentuře Ogilvy and Mather. Účinkovala v televizních pořadech Tváří v tvář, Muži podle Nesvadbové a v rádiovém pořadu Zrcadlo Báry Nesvadbové. Sedmnáct let byla zaměstnána jako šéfredaktorka české edice módního časopisu Harper's Bazaar. Zaměstnání opustila 2. května 2018 kvůli tvůrčí práci.

## Umělecká kariéra
Na vysoké škole začala spolupracovat s nakladatelkou Romanou Přidalovou. Do té doby psala krátké fejetony a povídky pro Lidové noviny, Playboy, Cosmopolitan a Esquire, které byly později propojeny jednou postavou a vznikla první kniha Řízkaři. Kniha je o sexu, vztazích a tápání mladé novinářky Karly.
Druhá kniha Bestiář (na Knižním veletrhu oficiálně vyhlášena za jednu z pěti nejvíce půjčovaných knih v českých knihovnách) se stala předlohou pro stejnojmenný film s Danicou Jurčovou, Karlem Rodenem a Markem Vašutem v hlavních rolích. Film natočila režisérka Irena Pavlásková. Audioknihu Bestiář načetla Jitka Čvančarová. Bestiář byl třetím nejnavštěvovanějším filmem roku. Barbara Nesvadbová se podílela na přípravě scénáře.
Následovala povídková kniha Život nanečisto.
Po pětileté pauze autorka vydala román Pohádkář, který devatenáct týdnů vedl žebříček prodejnosti. Jen v České republice se tohoto titulu prodalo sto dvanáct tisíc kusů. V roce 2014 byl román zfilmován s Annou Geislerovou, Jiřím Macháčkem a Evou Herzigovou v hlavních rolích. Režisérem filmu byl Vladimír Michálek. Návštěvnost filmu dosáhla takřka 400 tisíc diváků.
Posléze Barbara Nesvadbová vydala fejetonovou sbírku Brusinky (audiokniha - protagonistky - Ivana Jirešová a Markéta Hrubešová) a fejetonovo-povídkovou sbírku Borůvky. V mezičase vznikla také veselá knížka pro děti věnovaná dceři Bibianě – Garpíškoviny aneb Bibi a čtyři kočky. Audioknihu Garpíškoviny načetl Martin Dejdar. Druhou dětskou knihu Tři maminky a tatínek vydala spolu s Natálií Kocábovou a Alenou Ježkovou. 
V roce 2013 vydala Barbara Nesvadbová knihu Přítelkyně, dvě novely o ženském přátelství. V roce 2014 sbírku fejetonů pod názvem Pralinky. Audioknihu autorka načetla sama. V roce 2016 vyšla kritiky oceňovaná, grafickým zpracováním výjimečná, artobjekty Pasty Onera doprovozena sbírka krátkých textů Laskonky. Laskonky jako audioknihu nahrála Jana Stryková. Zároveň ji Český rozhlas uvedl jako pásmo.
V roce 2018 vydala Barbara Nesvadbová knihu Síla stylu, která byla zúročením zkušeností ze sedmnácti let v módním průmyslu. Následovala novela o osudové lásce Iluze (vydání 2020). Audioknihu načetla Jana Stryková. V roce 2020 vydala Nesvadbová ještě rozhovorovou knihu Hovory s doktory 2 ve spolupráci s Jakubem Knězů. V roce 2021 vyšel titul Povídání s Annou Hogenovou. Jedná se o rozhovor s teoložkou a fenomenoložkou s podtextem: „Co by Vás zajímalo, Báro?“ „Pravda, Anno“. V roce 2022 vydala společně s Pavlínou Saudkovou a Janou Brázdilovou Hovory s terapeuty. V roce 2023 moderovala sérii podcastu Bílý plášť a vydala se stejným názvem knihu, která vznikla na základě pacientského podcastu jako rukověť pro nemocné s jasným posláním, že nikdo není na světě sám, že každý příběh má naději.
Od roku 2024 moderuje podcast Bílý plášť, formát rozhovorů s lékaři z pohledu nejen pacientů o možnostech léčby i tématech medicíny. Pod Datarun také vychází rozhovory s opinion leadery s názvem Soiree. V roce 2024 mělo také premiéru její autorské pásmo Lásky/Plné večery v divadle Viola, ve kterém kromě Barbary Nesvadbové vystupuje také zpěvačka Lenka Nová a klavírní virtuos Ivo Kahánek. Pásmo režíroval Radek Balaš. V roce 2024 je v pražském Divadle U hasičů plánována premiéra muzikálu Bestiář na motivy knihy Báry Nesvadbové s hudbou Petra Maláska a s texty Václava Kopty. Na podzim roku 2024 je v pražském divadle Metro plánováno Bárou Nesvadbovou moderované talkshow s českými spisovatelkami o tvorbě ženských hrdinek.

## Charitativní činnost
Je zakladatelkou a aktivní členkou správní rady nadačního fondu Be Charity vedeném společně s novinářkou a fotografkou Pavlínou Saudkovou. Fond vznikl v roce 2015 s posláním podporovat dlouhodobě nemocné či jinak znevýhodněné osoby. V roce 2024 vytvořila Barbara Nesvadbová společně s českou šperkařskou firmou Preciosa charitativní kolekci šperků s názvem Dvě tváře jedné ženy. K aktivitám fondu spisovatelka přispěla i dalšími návrhářskými projekty.
Je členkou správní rady občanských sdružení Etincelle a Startujeme.cz, která podporují zaměstnávání mentálně handicapovaných spoluobčanů. V rámci spolupráce realizovala koncept kaváren Mezi řádky a Bez konce. Podporuje domov pro mentálně handicapované klienty Zahrada v Kladně. Je iniciátorkou charitativního Sletu princezen na zámku Mcely. Aktivně podporuje sdružení Ictus, Helppes, Debra a Dobrý Anděl. Je patronkou UNICEF. Zapojila se do charitativních projektů, např. v kavárně Mezi řádky pro mentálně postižené. V roce 2017 podnikla misi do Rwandy s cílem podpory místních žen a sirotků.